# Slottslejonen

Slottslejonen är två bronsskulpturer av lejon som står på Lejonbacken nedanför Stockholms slotts norra fasad i Stockholm.
Lejonen är inte helt identiska eller bara spegelvända: De har huvudet mot öst respektive väst (alltså bort från varann) och blickar båda mot norr, men håller båda sin vänstra tass på ett klot. Skulpturerna mäter 1,7 × 2,7 × 1,0 meter och granitsocklarna 1,9 × 2,7 × 1,2 meter.
| Det östra (vänster) och västra (höger) Slottslejonet vid Slottsbacken nedanför Stockholms slotts norra fasad, februari 2011. |  | Det östra (vänster) och västra (höger) Slottslejonet vid Slottsbacken nedanför Stockholms slotts norra fasad, februari 2011. |
| Det östra (vänster) och västra (höger) Slottslejonet vid Slottsbacken nedanför Stockholms slotts norra fasad, februari 2011. |  | |

## Historik

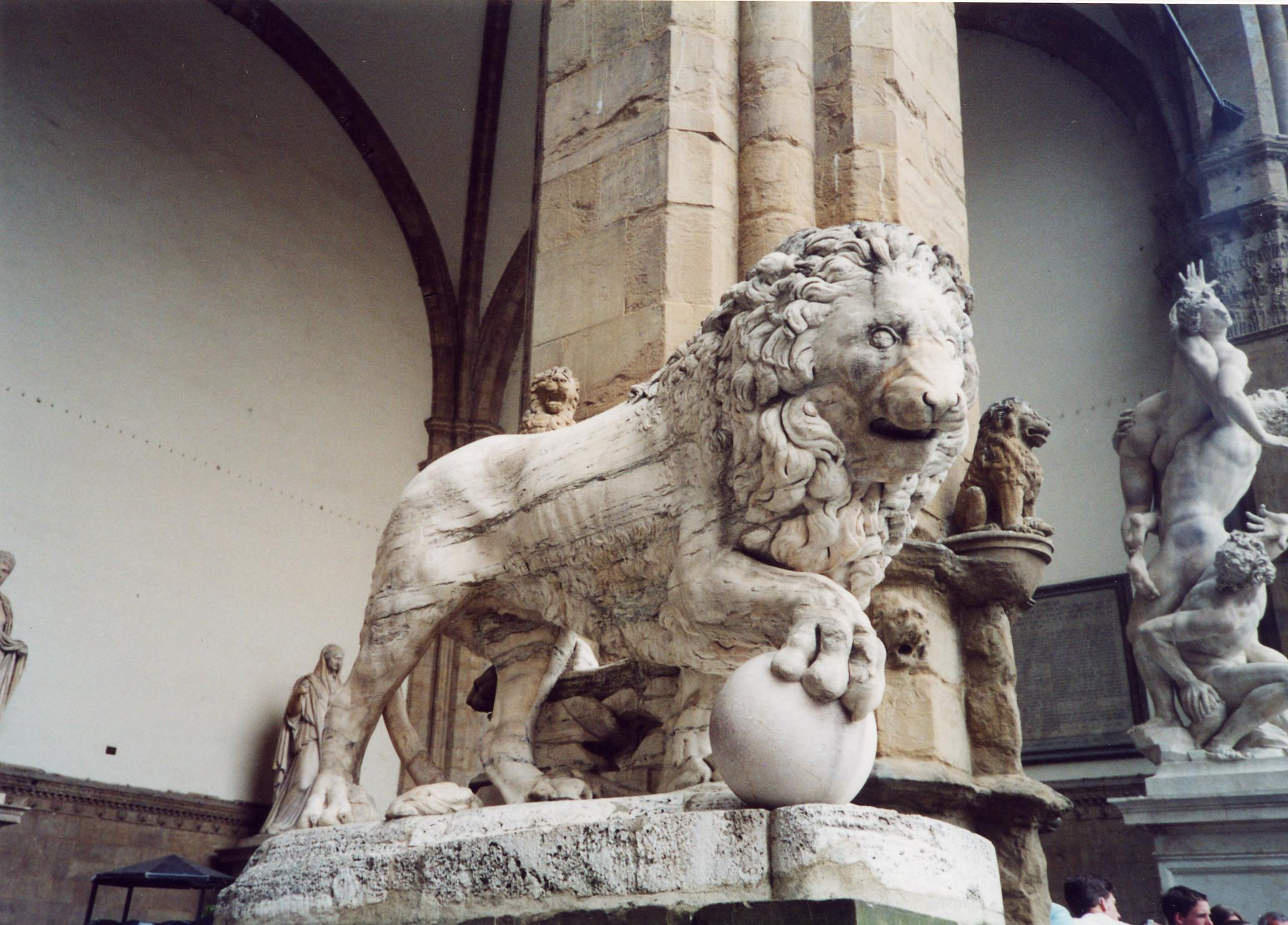
Den antika förlagan i Florens.

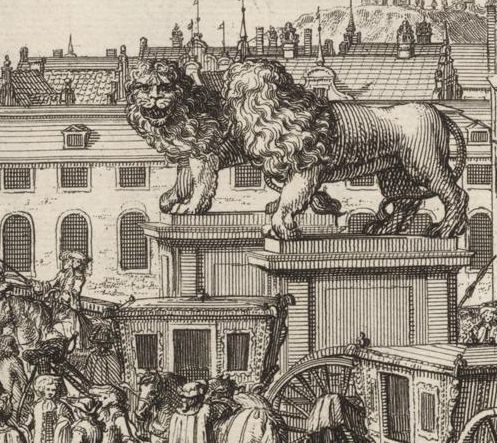
Lejonstatyer vid slottet 1692.

Lejonen skapades av den franske skulptören Bernard Foucquet d.ä., verksam med skulpturella arbeten för Stockholms slott under åren 1696–1706 och 1707–1711. Som förebild hade Foucquet Medici-lejonen; två marmorlejon med antikt ursprung, uppförda 1598 vid Villa Medici i Rom, senare flyttade till Loggia dei Lanzi i Florens. Redan 1692 förekommer snarlika lejonstatyer vid slottet avbildade i Suecia-verket. Modellerna till Slottslejonen godkändes 1700 av Karl XII, varefter bronslejonen göts i gjuthuset på Norrmalm 1702 respektive 1704.
De ställdes därefter upp på Lejonbacken som en kunglig maktsymbol. Bronset till lejonen kom från en brunn tagen som krigsbyte på slottet Kronborg vid Helsingör, under Karl X Gustavs fälttåg i Danmark.
En avgjutning av det östra slottslejonet uppfördes 1936 i Narva som ett minnesmärke över slaget vid Narva år 1700, se Svenska lejonet i Narva.